# Kadervenn
Kadervenn (Servei Especial) fou una organització nacionalista bretona, anomenada més tard Lu Brezhon (Exèrcit Bretó). Fou creat el 1936 per Célestin Lainé, i constava d'una dotzena de membres, i pretenia ser l'embrió del futur exèrcit bretó. El 1938 va doblar els seus efectius i es va dotar d'un servei de reclutament, el Service Spécial. Aquest va recuperar les armes del Gwalarn el 1939. (veure : Desembarcament d'armes de Plestin). Era una unitat paramilitar concebuda segons el model de l'Exèrcit Republicà Irlandès (IRA), comprenia una dotzena de militants que havien realitzat maniobres militars i que instruïa als nous reclutes tot realitzant maniobres als Monts d'Arrée el 1937 i a les landes de Lanvaux el 1938. El 1940 fou transformat en Lu Brezhon.